# Lech de Langonbrach
Le lech de Langonbrach est un lec'h de Landaul, dans le Morbihan, en France.

## Description
Le monument est situé dans le hameau de Langonbrach (ou Langonbrac'h), dans l'ouest du territoire de la commune de Landaul, dans le Morbihan, non loin des branches septentrionales de la rivière d'Étel. Le lec'h est érigé à proximité de la chapelle Saint-Maurille, sur une surface gazonnée.
Il s'agit d'un bloc de granite d'environ 2,40 m de hauteur, prenant la forme d'une pyramide effilée et au sommet arrondi, possédant quatre faces mesurant à la base 70 cm et 40 cm, et 20 cm à leur sommet.
L'une des deux plus grandes faces comportent des inscriptions : une croix ancrée montée sur une tige et surmontée d'une plus petite croix et, plus bas, une inscription vraisemblablement en latin. Louis Marsille, en 1936, pense que cette dernière débute par « Crox britient mulieris Kilezoc fil Conberti », qu'il interprète comme évoquant Kelezoc (ou Kilezoc), fille de Conbert,.
Néanmoins, il y a une petite stèle celte en face d'elle, au bord de la route.[Quoi ?]

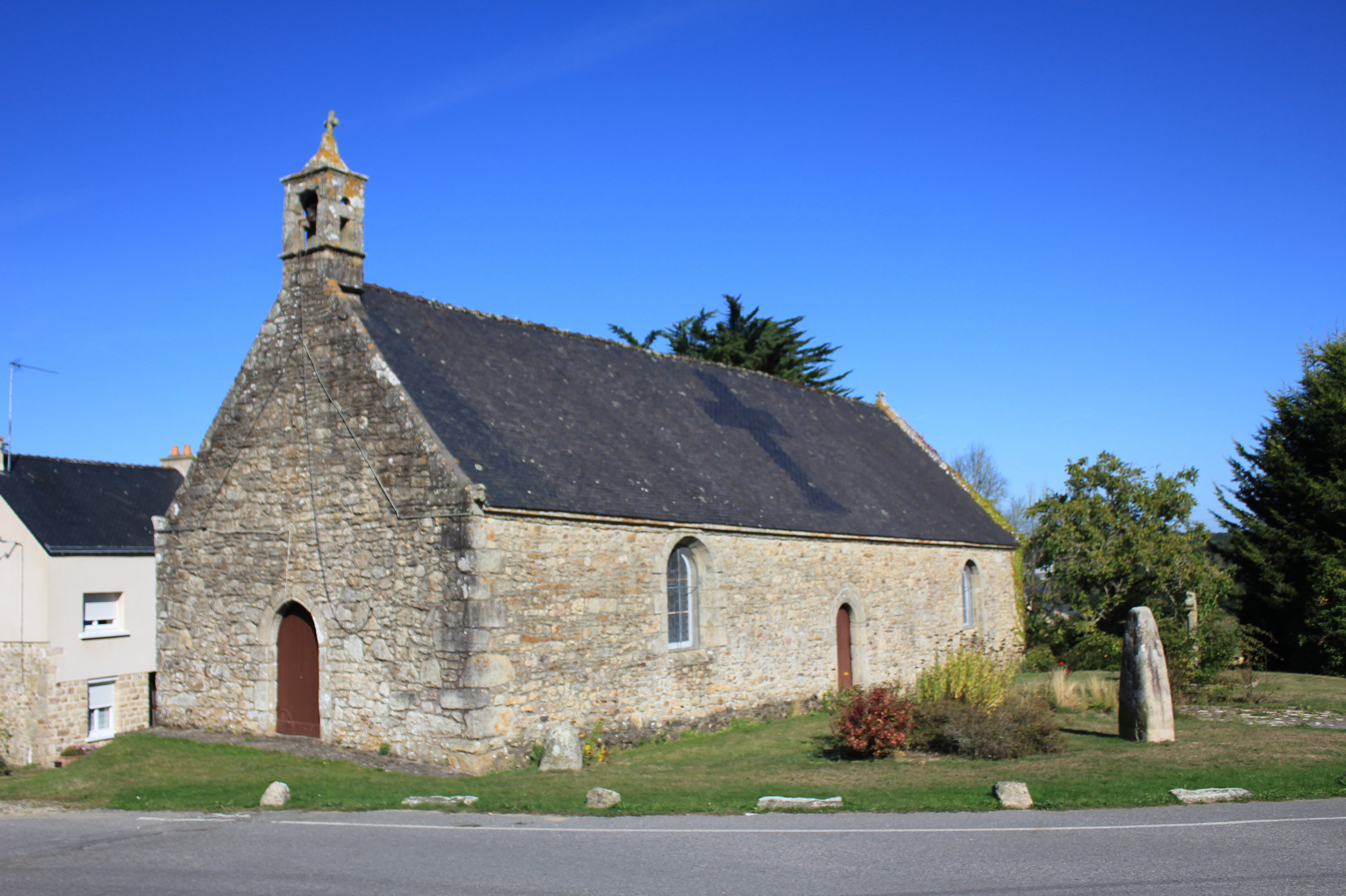
Vue générale du lec'h et de la chapelle.

## Historique
Le monument daterait du Néolithique, ce qui en ferait un contemporain des sites mégalithiques de la région. Il aurait été christianisé au IXe ou Xe siècle ; il est possible que les différentes inscriptions n'aient pas été toutes réalisées à la même époque. Les environs de la rivière d'Étel comptent plusieurs exemples de menhirs ou lec'hs christiannisés (lec'hs de Men-er-Menah ou de Pen-et-Pont, par exemple).
Le lech de Langonbrach est mentionné dès 1857 par Charles de Keranflec'h dans le Bulletin archéologique de l'association bretonne, lors d'un inventaire des lec'hs de Bretagne ; il décrit le monument et ses inscriptions. En 1936, l'archéologue Louis Marsille mentionne qu'il est couché sous un amas de pierre et doit être restauré lorsque la route passant devant la chapelle, en réfection, sera terminée, ce qui est effectivement le cas à une date ultérieure. Avant 2011, le lec'h s'élève toutefois au milieu de la chaussée ; à la fin 2011, il est replacé à son emplacement d'origine, près de la chapelle.
Il est classé au titre des monuments historiques par arrêté du 17 juin 1942.